# Šlapanka a Zlatý potok
Šlapanka a Zlatý potok este o arie protejată (arie specială de conservare — SAC, sit de importanță comunitară — SCI) din Republica Cehă întinsă pe o suprafață de 245,39 ha, integral pe uscat.

## Localizare
Centrul sitului Šlapanka a Zlatý potok este situat la coordonatele 49°32′29″N 15°39′20″E / 49.541389°N 15.655556°E.

## Înființare
Situl Šlapanka a Zlatý potok a fost declarat sit de importanță comunitară în aprilie 2005 pentru a proteja 1 specie de animale. Situl a fost protejat și ca arie specială de conservare în martie 2017.

## Biodiversitate
Situată în ecoregiunea continentală, aria protejată nu include niciun habitat protejat.
La baza desemnării sitului se află o specie protejată de  mamifere: vidră de râu (Lutra lutra).